# Явожно-Банкове
Явожно-Банкове (пол. Jaworzno Bankowe) — село в Польщі, у гміні Рудники Олеського повіту Опольського воєводства.
У 1975-1998 роках село належало до Ченстоховського воєводства.